# Rifugio dell'Averole
Il rifugio dell'Averole (in francese Refuge d'Avérole) è un rifugio situato nel comune di Bessans (dipartimento della Savoia), nella valle dell'Averole, nelle Alpi Graie, a 2.210 m s.l.m.

## Accessi
Dall'abitato di Bessans si percorre la strada verso Bonneval-sur-Arc fino al parking La Bessannaise. Di qui il rifugio è raggiungibile in circa due ore di camminata.

## Ascensioni
- Croce Rossa -  3.566 m
- Punta d'Arnas - 3.560 m
- Punta di Charbonnel - 3.760 m
- Monte Collerin - 3.475 m
- Punta Maria - 3.375 m

## Traversate
- Rifugio Luigi Cibrario - 2.616 m - attraverso il colle dell'Autaret
- Rifugio Bartolomeo Gastaldi - 2.659 m - attraverso il passo Collerin oppure il colle d'Arnas
- Rifugio des Evettes - 2.590 m

Il rifugio è interessato dal percorso escursionistico Tour della Bessanese.